# Anthidium incertum
Anthidium incertum là một loài Hymenoptera trong họ Megachilidae. Loài này được Morawitz mô tả khoa học năm 1895.